# فيليب انجلوا
فيليب انجلوا (بالفرنسية: Philippe Langlois)‏ هو كاتب وشاعر فرنسي، ولد في 22 سبتمبر 1817 في جيرزي، وتوفي في 19 يونيو 1884.